# Semiothisa quadripunctata
Semiothisa quadripunctata är en fjärilsart som beskrevs av Max Joseph Bastelberger 1908. Semiothisa quadripunctata ingår i släktet Semiothisa och familjen mätare. Inga underarter finns listade i Catalogue of Life.